# Roeselia basifusca
Roeselia basifusca är en fjärilsart som beskrevs av Bethune-Baker 1904. Roeselia basifusca ingår i släktet Roeselia och familjen trågspinnare. Inga underarter finns listade.